# Pedagogia venenosa
Na Sociologia e na Psicologia, a **pedagogia venenosa**, também chamada de **pedagogia negra** (do nome original em alemão _Schwarze Pädagogik_), é o conjunto de métodos tradicionais de criação de filhos que a pedagogia moderna considera repressivos e prejudiciais. Inclui comportamentos e formas de comunicação que teóricos consideram manipulativos ou violentos, como formas extremas de punição corporal.

## Origem e definições
O conceito foi introduzido pela primeira vez por Katharina Rutschky em seu trabalho de 1977 _Schwarze Pädagogik. Quellen zur Naturgeschichte der bürgerlichen Erziehung_. A psicóloga Alice Miller utilizou o conceito para descrever abordagens de criação de crianças que, segundo ela, prejudicam o desenvolvimento emocional infantil. Miller afirma que esse suposto dano emocional alimenta comportamentos adultos nocivos aos indivíduos. Ela explica como a pedagogia venenosa, em nome da “educação infantil”, conduz a disfunções e neuroses de todos os tipos. Por exemplo, em seu livro _Por seu próprio bem_, ela discutiu seu impacto comum em três vidas distintas: Adolf Hitler, Jürgen Bartsch e Christiane F.. Já em _O Corpo Nunca Mente_, ela trata do impacto do trauma infantil e das emoções reprimidas no corpo humano.
“Pedagogia venenosa” é descrita por esses teóricos como o que ocorre quando um pai (ou professor, enfermeiro ou outro cuidador) crê que o comportamento de uma criança pequena demonstra que ela está infectada pelas “sementes do mal” e, portanto, tenta extirpar o mal, seja por Manipulação emocional ou por força bruta. Exemplos simples incluem espancar crianças como punição por mentir ou mães que se recusam a alimentar o recém-nascido até determinado horário, para “ensinar-lhe paciência, que lhe será útil mais tarde na vida”.
Segundo Rutschky, a “pedagogia venenosa” tem como objetivos inculcar na criança um superego social, construir uma defesa básica contra impulsos na psique infantil, endurecer o indivíduo para a vida adulta e instrumentalizar partes do corpo e dos sentidos em função de papéis socialmente definidos. Embora não explicitamente, essa pedagogia serviria, alegam esses teóricos, como racionalização do sadismo e defesa contra sentimentos do próprio cuidador ou de quem aplica as práticas.
Para seus métodos, Rutschky afirma que a “pedagogia venenosa” faz uso de ritos de iniciação (por exemplo, internalizar uma ameaça de morte), aplicação de dor (incluindo psicológica), supervisão totalitária da criança (controle do corpo, comportamento, obediência, proibição de mentir etc.), tabus contra o toque, negação de necessidades básicas e desejo extremo de ordem.

## Contexto histórico

### Culturas antigas
Os poetas romanos Plauto, Horácio, Marcial e Juvêncio descreviam punições corporais em escolas. Está também escrito no Provérbios 13:24:
> “Quem poupa a vara odeia seu filho; mas quem o ama, cedo o disciplina.”
A punição corporal era generalizada em todas essas civilizações.
A expressão “Spare the rod and spoil the child” é uma paródia satírica de um verso bíblico (Provérbios 13:24) e foi adaptada por Samuel Butler no poema satírico _Hudibras_.

### Alemanha
No século XVIII, na Alemanha, noções comuns sobre a “natureza maligna das crianças” ou sobre sua “domesticação” testemunham superstições e o desejo de treinar seres humanos como animais.
Um livro alemão de criação de filhos do século XVIII dizia:
> “Esses primeiros anos têm, entre outras coisas, a vantagem de que se pode usar força e coação. Com o avanço da idade, as crianças esquecem tudo o que vivenciaram na primeira infância. Assim, se for possível tirar a vontade das crianças, elas não se lembrarão depois de que a tiveram.”
Na Alemanha, o “direito dos pais de disciplinar” foi abolido por alteração legal em 2000. A ministra federal da Família de 1994 a 1998, Claudia Nolte, defendeu a manutenção do direito parental a usar palmadas leves, contrariando a posição de Alice Miller em seu livro de 1980 _Por seu próprio bem_.
Miller escreveu:
> “Entendo ‘pedagogia negra’ como uma abordagem educacional voltada para quebrar a vontade da criança, a fim de torná-la um sujeito obediente, com o auxílio do uso aberto ou oculto de força, manipulação e repressão.”

## Contexto psicológico
Um critério relevante para definir a pedagogia venenosa é quando uma abordagem manipulativa revela problemas comportamentais no cuidador, como cegueira para os sentimentos, Crueldade ou tendência à Violência, ou quando emoções negativas fortes, como Raiva ou Ódio, são descarregadas, emoções contra as quais a psique infantil, com suas limitações de idade, não pode se defender.
Miller também concluiu, a partir de seu trabalho terapêutico, que precisava “trabalhar” em sua própria infância para entender melhor seus clientes. Ela vê a pedagogia venenosa como um comportamento transmitido de geração em geração por meio de eufemizações e higienizações.
Outros temas da controversa [carece de fontes?] autora Katharina Rutschky são parentalidade, crítica feminista e abuso.

## Personalidades
Defensores influentes de várias formas de punição corporal incluem John Harvey Kellogg, Moritz Schreber, entre outros.

## Discussões e críticas
Alice Miller define pedagogia venenosa como todos os tipos de comportamentos que, segundo ela, têm a intenção de manipular o caráter das crianças por meio de força ou engano. Seu foco não é apenas em palmadas (embora tenha afirmado que “toda palmada é uma humilhação” e seja claramente contrária à punição corporal), mas também em várias outras formas de manipulação, engano, hipocrisia e coerção, que, segundo ela, são comumente usadas por pais e professores contra as crianças.
O professor de sociologia Frank Furedi acredita que tais declarações são excessivas e desconectadas da realidade. Furedi rotula muitos defensores da proibição total da punição física como opositores de todas as formas de punir crianças, enxergando a pauta como uma cruzada anti-pais e argumentando que algumas pesquisas sobre os efeitos de palmadas são muito menos conclusivas do que afirmam os “zelotes anti-palmada”.
O psicólogo social David Smail sustenta que a sociedade carrega grande parte da responsabilidade pelos comportamentos disfuncionais dos indivíduos, mas ainda não abordou isso de maneira significativa.
O psicólogo do desenvolvimento James W. Prescott, na década de 1970, realizou pesquisas sobre o vínculo mãe-filho em primatas e notou uma ligação entre a ruptura desse vínculo e o surgimento de comportamentos violentos e marcados pelo medo nos jovens primatas. Ele sugere que a mesma dinâmica funciona para seres humanos, por meio do colapso da empatia.
Em 1975, Prescott delineou um vínculo entre violência e interrupção do vínculo mãe-filho em sociedades humanas, baseando-se em um estudo transcultural de sociedades aborígenes e em análise estatística das práticas dessas culturas no incentivo do vínculo natural mãe-filho, além de examinar atitudes históricas em relação às crianças na literatura euramericana e no registro histórico.
Concluiu que a ruptura do vínculo mãe-filho foi um preditor absoluto do surgimento de violência, hierarquia, papéis de gênero rígidos, psicologia dominadora e aquisição violenta de território. A intervenção e a interrupção da sexualidade adolescente natural também faziam parte desse quadro. A maioria das sociedades era pacífica, e a incidência de sociedades extremamente violentas era baixa.
Prescott afirma que, com o tempo, práticas disruptivas tornam-se “norma” e, à medida que as gerações as transmitem, a sociedade em questão começa a demonstrar clara falta de empatia, e a violência se codifica. Para ele, a história da pedagogia venenosa é a história dessa codificação de práticas não nutridoras, sobre a qual se baseia a prática transmitida atualmente.
Pesquisas recentes em sociedades aborígenes vivas e revisão do registro histórico de dados de primeiro contato e outras observações dos últimos 400 anos mostram que a maioria das culturas aborígenes não castiga crianças. Os dados mostram que as crianças são tratadas com muito mais respeito, confiança e empatia do que se acreditava anteriormente.